# Доње Црниљево
Доње Црниљево је насеље у Србији у општини Коцељева у Мачванском округу. Према попису из 2022. било је 655 становника.
Овде се налази Црква Вазнесења Господњег у Доњем Црниљеву.

## Галерија
- Зграда школе
- Капела на месту некадашње цркве брвнаре
- Црква Вазнесења Господњег
- Црква Вазнесења Господњег

## Демографија
У насељу Доње Црниљево живи 790 пунолетних становника, а просечна старост становништва износи 40,7 година (40,2 код мушкараца и 41,2 код жена). У насељу има 316 домаћинстава, а просечан број чланова по домаћинству је 3,10.
Ово насеље је великим делом насељено Србима (према попису из 2002. године).
|  |

| Демографија | Демографија | Демографија |
| Година      | Становника  | Становника  |
| ----------- | ----------- | ----------- |
| 1948.       | 1.498       |             |
| 1953.       | 1.561       |             |
| 1961.       | 1.422       |             |
| 1971.       | 1.344       |             |
| 1981.       | 1.296       |             |
| 1991.       | 1.149       | 1.136       |
| 2002.       | 981         | 1.062       |

| Етнички састав према попису из 2002.‍ | Етнички састав према попису из 2002.‍ | Етнички састав према попису из 2002.‍ | Етнички састав према попису из 2002.‍ | Етнички састав према попису из 2002.‍ |
| ------------------------------------ | ------------------------------------ | ------------------------------------ | ------------------------------------ | ------------------------------------ |
|                                      |                                      |                                      |                                      |                                      |
| Срби                                 | Срби                                 |                                      | 968                                  | 98,67%                               |
| Роми                                 | Роми                                 |                                      | 2                                    | 0,20%                                |
| Хрвати                               | Хрвати                               |                                      | 1                                    | 0,10%                                |
| Југословени                          | Југословени                          |                                      | 1                                    | 0,10%                                |
| непознато                            | непознато                            |                                      | 4                                    | 0,40%                                |

| Година пописа     | 1948. | 1953. | 1961. | 1971. | 1981. | 1991. | 2002. |
| ----------------- | ----- | ----- | ----- | ----- | ----- | ----- | ----- |
| Број домаћинстава | 273   | 297   | 291   | 318   | 321   | 343   | 316   |

| Број чланова      | 1  | 2  | 3  | 4  | 5  | 6  | 7 | 8 | 9 | 10 и више | Просек |
| ----------------- | -- | -- | -- | -- | -- | -- | - | - | - | --------- | ------ |
| Број домаћинстава | 68 | 76 | 46 | 62 | 31 | 20 | 8 | 2 | 2 | 1         | 3,10   |

| Пол    | Укупно | Неожењен/Неудата | Ожењен/Удата | Удовац/Удовица | Разведен/Разведена | Непознато |
| ------ | ------ | ---------------- | ------------ | -------------- | ------------------ | --------- |
| Мушки  | 426    | 111              | 270          | 32             | 11                 | 2         |
| Женски | 394    | 51               | 271          | 66             | 5                  | 1         |
| УКУПНО | 820    | 162              | 541          | 98             | 16                 | 3         |

| Пол    | Укупно                    | Пољопривреда, лов и шумарство | Рибарство                            | Вађење руде и камена | Прерађивачка индустрија       |
| ------ | ------------------------- | ----------------------------- | ------------------------------------ | -------------------- | ----------------------------- |
| Мушки  | 331                       | 183                           | 0                                    | 1                    | 113                           |
| Женски | 237                       | 185                           | 0                                    | 0                    | 23                            |
| УКУПНО | 568                       | 368                           | 0                                    | 1                    | 136                           |
| Пол    | Производња и снабдевање   | Грађевинарство                | Трговина                             | Хотели и ресторани   | Саобраћај, складиштење и везе |
| Мушки  | 0                         | 2                             | 7                                    | 1                    | 10                            |
| Женски | 0                         | 0                             | 12                                   | 0                    | 1                             |
| УКУПНО | 0                         | 2                             | 19                                   | 1                    | 11                            |
| Пол    | Финансијско посредовање   | Некретнине                    | Државна управа и одбрана             | Образовање           | Здравствени и социјални рад   |
| Мушки  | 0                         | 1                             | 1                                    | 5                    | 4                             |
| Женски | 0                         | 0                             | 1                                    | 9                    | 5                             |
| УКУПНО | 0                         | 1                             | 2                                    | 14                   | 9                             |
| Пол    | Остале услужне активности | Приватна домаћинства          | Екстериторијалне организације и тела | Непознато            | Непознато                     |
| Мушки  | 2                         | 0                             | 0                                    | 1                    | 1                             |
| Женски | 1                         | 0                             | 0                                    | 0                    | 0                             |
| УКУПНО | 3                         | 0                             | 0                                    | 1                    | 1                             |